# Order Gwiazdy Etiopii
Order Gwiazdy Etiopii (ang. Order of the Star of Ethiopia) – etiopskie odznaczenie (order) ustanowione w 1879, nadawane za wojskowe i cywilne zasługi dla kraju.

## Historia i zasady nadawania
Order został ustanowiony w 1879 przez negusa (króla) Szeua, który już jako cesarz Etiopii, Menelik II, w 1889 nadał mu rangę odznaczenia państwowego, przyznawanego za zasługi dla kraju. Nosił wówczas nazwę: „Cesarski Order Gwiazdy Etiopii” (Imperial Order of the Star of Ethiopia). Później występował także jako „Order Gwiazdy Honoru Etiopii” (Order of the Star of Honour of Ethiopia).
Początkowo order był nadawany głównie wysokiej rangi wojskowym, z czasem jednak zaczęły go otrzymywać osoby cywilne za zasługi w takich dziedzinach jak służba państwowa, nauka, sztuka, rolnictwo, handel i przemysł. Odznaczenie jest przyznawane zarówno Etiopczykom, jak i cudzoziemcom.
Order zaprojektowano i wytwarzano w zakładzie jubilersko-medalierskim B. A. Sevadjiana w Addis Abebie. Podczas włoskiej okupacji Etiopii (1936–1941), kiedy cesarz Haile Selassie I przebywał na uchodźstwie w Wielkiej Brytanii, wytwórcą odznaczenia była londyńska firma Mappin & Webb. Kolejnym i zarazem finalnym wykonawcą orderu zostało przedsiębiorstwo Arthus-Bertrand z Paryża.

## Stopnie orderu
Order Gwiazdy Etiopii dzieli się na pięć klas:
- Krzyż Wielki (Grand Cross) – do 50 odznaczonych
- Wielki Oficer (Grand Officer) – do 100 odznaczonych
- Komandor (Commander) – do 150 odznaczonych
- Oficer (Officer) – bez limitu nadań
- Członek (Member) – bez limitu nadań

Początkowo najwyższym stopniem orderu – traktowanym jako specjalny – był Łańcuch Krzyża Wielkiego. Jednakże w połowie XX w. klasa ta została zniesiona.

## Insygnia
Odznakę orderu stanowi wykonana z pozłacanego metalu gwiazda o pięciu trójkątnych promieniach, wspartych na okrągłym pierścieniu. W stopniach członkowskim i oficerskim dwa dolne promienie gwiazdy są połączone. Awers odznaki jest zdobiony tradycyjnym, etiopskim wzorem filigranowym z usytuowaną centralnie, wypukłą półkulą. Rewers jest pozbawiony zdobień i zazwyczaj znajduje się na nim sygnatura wytwórcy orderu. W wypadku stopnia komandorskiego gwiazda odznaczenia ma osiem promieni. Gwiazdy odznaki oraz gwiazdy orderowe dwóch najwyższych stopni odznaczenia są – zależnie od wykonania – 20. lub 22. promienne. Odznaka jest zawieszona na pozłacanym, stylizowanym diademie.
W początkowym okresie istnienia orderu jego odznaki bywały wykonane z czystego złota. Ponadto łańcuch i gwiazdy Krzyża Wielkiego w wypadku nadań specjalnych były ozdabiane brylantami.
Pierwotnie na wstążkach orderu znajdowały się cztery równej szerokości, pionowe pasy o barwach (od lewej): czerwony, zielony, żółty, niebieski. Obecna forma wstążek o trzech równych pasach (zielony, żółty, czerwony), nawiązujących do historycznych barw Etiopii, prawdopodobnie została wprowadzona na przełomie XIX i XX w. Wstążka stopnia oficerskiego odznaczenia jest uzupełniona rozetką.
| Baretki Orderu Gwiazdy Etiopii | Baretki Orderu Gwiazdy Etiopii | Baretki Orderu Gwiazdy Etiopii | Baretki Orderu Gwiazdy Etiopii | Baretki Orderu Gwiazdy Etiopii |
| ------------------------------ | ------------------------------ | ------------------------------ | ------------------------------ | ------------------------------ |
| Krzyż Wielki                   | Wielki Oficer                  | Komandor                       | Oficer                         | Członek                        |